# Alpha Acosta
Alpha Acosta (Colima, 21 de janeiro de 1973) é uma atriz mexicana.

## Filmografia

### Televisão
- José José, el príncipe de la canción (2018) … Ana Elena "Anel" Noreña
- La impostora (2014) … Valentina Altamira/Leticia
- La hija del mariachi (2006–2007) … Teniente Guadalupe Morales
- La hija del jardinero (2004) … Consuelo Álcantara de Sotomayor
- Cara o cruz (2001–2002) … Cony
- Romántica obsesión (1999–2000) … Tamara
- Los hijos de nadie (1997) … Verónica
- Morelia (1995–1996) … Morelia Solorzano Rios / Morelia Montero Iturbide / Amanda Weiss
- Prisionera de amor (1994) … Mariana
- Tenías que ser tú (1992) … Roxana

### Cinema
- Dias de combate (1994) … Irmã
- Cilantro y perejil (1995) … Nora
- ¿Qué nos pasa? (1998)
- La migra (1995) … Nivea
- Todos los días son tuyos (2007) … Condutora
- Cercanía (2008) … Susana
- La mala luz (2012) … Ginecóloga